# Associazione Calcio Giacomense 2007-2008
Questa pagina raccoglie le informazioni riguardanti l'Associazione Calcio Giacomense nelle competizioni ufficiali della stagione 2007-2008.

## Risultati

### Serie D

#### Poule scudetto
| 11 maggio 2008 Turno preliminare - 1 giornata | Giacomense | 1 – 2 | Sangiustese |  |

| 14 maggio 2008 Turno preliminare - 2 giornata | Figline | 2 – 2 | Giacomense |  |